# Чайка Роман Михайлович
Роман Михайлович Чайка (11 серпня 1944, с. Підгірці, Бродівський район Львівська область — 26 квітня 2005, Львів) — український археолог-славіст, доцент кафедри історії Львівського державного університету імені Івана Франка, дослідник руських  городищ Волині та Малого Полісся. Багатолітній керівник музею археології Львівського національного університету імені Івана Франка (1972—2005).

## Життєпис
Роман Михайлович Чайка народився 11 серпня 1944 року у с. Підгірці, Бродівського району на Львівщині.
Після служби у Радянській армії Роман Чайка 1967 року вступив на денну форму навчання історичного факультету Львівського державного університету імені Івана Франка, а з наступного навчального року перевівся на заочне відділення. З цього ж часу він активно включився в археологічні дослідження. Першим його наставником був відомий український археолог-славіст, професор Львівського університету, член-кореспондент НАН України Володимир Баран. Наприкінці 1960-х років Володимир Баран працював доцентом кафедри історії УРСР Львівського університету та Роман Чайка як лаборант експедиції разом провели дослідження на низці пам’яток Наддністрянщини, зокрема, у селах Зелений Гай Заліщицького району Тернопільської  області (1967), Дем'янів Галицького району Івано-Франківської області (1968), Макарівка Кельменецького району (1969) та Рашків Хотинського району Чернівецької області. 
Від 1971 року розпочалася співпраця Романа Чайки з доктором історичних наук, професором, довголітнім співробітником, а згодом й завідувачем кафедри археології, античності та середньовіччя Львівського університету Миколою Пелещишиним. Разом вони проводять експедиції, в яких одним із загонів керував Роман Чайка. Під час проведення цих експедицій співдослідником часто виступав відомий український вчений — нумізмат та археолог Володимир Зварич. 
Дослідження вони розпочали з Листвина Дубенського району на Рівненщині, де крім поселення епохи енеоліту, існував ще комплекс Листвинського городища. Повторно вони вивчали пам’ятку у 1975 році. Крім дослідження Листвинського городища вчені провели і низку інших експедицій. Одними з найвідоміших експедицій були здійснені у 1972—1974 роках на багатошарових поселеннях у Голишеві Луцького району та Хорів Локачинського району на Волині, де першочерговим предметом зацікавлення був культурний шар енеолітичного періоду.
У 1970-х роках Роман Чайка здійснив активне вивчення руських пам’яток, зокрема городищ Х—ХІІІ століть, на території Волині. Під час досліджень уточнено топографію городищ, систему фортифікаційних споруд, потужність культурного шару, зокрема, на городищах поблизу сіл Мала Мощаниця Здолбунівського та Острів Дубенського районів Рівненської області, Городище Луцького району на Волині у 1972 році. Наступного 1973 року обстеженнями охоплено пам’ятки поблизу сіл Устенське Перше та Стеблівка Здолбунівського району, Боремель Демидівського району та Посників Млинівського району Рівненської області. 1976 року досліджувалися городища поблизу сіл Кураж Острозького району Рівненської області, Скірче та Борисковичі Горохівського району, Горзвин Луцького району Волинської області, Сураж Шумського району Тернопільської області. Цього ж року дослідником здійснені власні стаціонарні розкопки на давньоруському поселенні поблизу с. Хорів Острозького району Рівненської області та виявлено залишки 8 жител та кількох ям та вогнищ.
Сферою наукового зацікавлення Романа Чайки як археолога-славіста було не лише Листвинське городище, але й загалом аналогічні пам’ятки на Волині. Упродовж 1978—1979 років він досліджував комплекс поселень та городища у с. Жорнові Дубенського району Рівненської області, що розташоване за 11 км на північ від Листвина. Під час дослідження комплексу жител на посаді (торговельно-ремісниче передмістя за межами дитинця) та самому дитинці городища дослідник виявив скарб срібних речей, який містився у двох глиняних посудинах. Збереглося 15 предметів: шийна гривна, перстень, вушна підвіска та 12 намистин і датовані ХІ—ХІІІ століттями.
Спільно з Миколою Пелещишином вчений провів археологічні дослідження літописного Пліснеська, поблизу села Підгірці Бродівського Львівської області у 1980 році. Під час робіт на території городища  розкрито рештки двох наземних споруд та проведено розкопки трьох курганів синхронного могильника. Дослідження проводилися також на городищах Литовеж і Старгород на Західному Бузі, з метою наближення дослідника до проблеми локалізації літописного Всеволожа, надали нові факти щодо повсякденного життя та матеріальної культури мешканців давніх міст Побужжя.
1986 року на території Старосамбірського району Львівської області він додатково обстежив руські городища у Городиську, Библі, Посаді-Новоміській. Під час досліджень уточнено топографію пам’яток, невеликими розкопами зафіксовано культурний шар на городищах.
Наступний етап у науковій та дослідницькій діяльності Романа Чайки присвячений вивченню Малого Полісся, зокрема, Буського, Кам’янко-Бузького, Жовківського та Сокальського районів Львівської області. Перші дослідження у цьому регіоні розпочалися з Буського району. 1981 року було проведено вивчення городища у Буську. У Волиці-Деревлянській 1989 року вивчалося багатошарове поселення, на якому зафіксовано культурно-хронологічні горизонти племен шнурової кераміки бронзового часу, ранньозалізного часу та VIII–IX століття. Під час виконання робіт відкрито залишки слов’янського житла з комплексом господарських ям. Цього ж року поблизу с. Соколя досліджено два різночасових поселення. Одне з них бронзового періоду та слов’янського часу VIII–IX століття, друге — ранньозалізного та давньоруського часів. У с. Забужжя вивчали поселення ранньозалізного часу.
1984 року провели розкопки в Сокальському районі на двох поселеннях поблизу міста Великі Мости та сіл  Домашів і Острів, де виявлено і досліджено залишки напівзаглиблених жител та господарських ям культури лійчастого посуду.
1987 року проводилися обстеження та невеликі розкопки у Нестеровському районі, зокрема на комплексі різночасових пам’яток поблизу с. Гринчуки, під час яких виявлені археологічні матеріали епохи мезоліту, культур лійчастого посуду, шнурової кераміки, комарівській, черепино-лагодівській групі ранньозалізного часу. Цього ж року проведено невеликі розкопки на пам’ятці поблизу хутора Біси, що розташований поблизу с. Добросин Нестеровського району. Досліджено два напівземлянкових житла та 14 господарських ям черепино-лагодівської групи ранньозалізного часу. 1988 року на Жовківщині проводилися дослідження, зокрема, поблизу с. Любеля, під час проведення яких виявлені залишки жител та матеріал культури лійчастого посуду, шнурової кераміки, комарівської культури, а також 1990 року поблизу с. Мокротин Роман Чайка досліджував могильник культури шнурової кераміки та поселення ранньозалізного часу.
Експедицією Львівського університету під керівництвом Романа Чайки у 2001 році здійснено розкопки середмістя Жовкви та території замку Яна ІІІ Собєського. На території міста локалізовано та відкрито залишки давніх оборонних валів, а біля однієї із веж досліджено фундаменти та рештки бастіону замку. Також здійснено дослідження на території давнього селища Винники, з якого починалося місто і яке тепер входить в його межі.
В останні роки активної дослідницької діяльності Роман Чайка 2002 року провів експедицію у с. Нова Скварява на Жовківщині. Тоді було виявлено п’ять нових різночасових поселень, що знаходилися на пограниччі сіл Глинське-Нова Скварява, а також проведення розкопок на території самого села. Внаслідок цього відкрито залишки заглибленого житла та гончарний горн руського часу ХІ—ХІІІ століть. В урочищі Руська Дебра, яке частково зруйноване піщаним кар'єром, в стінці останнього простежено напівзруйноване житло. При розчистці споруди виявлено фрагменти гончарної кераміки, представлені вінцями та бочками горщиків. На долівці житла виявлені дві кістяних проколки, ніж, пряслице. В приватному саді, в урочищі Гута, виявлені залишки гончарних горнів для випалювання горщиків. При розчистці горнів виявлено значну частину фрагментованого гончарного посуду XII—ХІІІ століть, також, виявлено ніж, кресало, 
кістяну проколку та два глиняні пряслиця. Урочище «Цвинтар» було досліджено експедицією історичного факультету Львівського національного університету імені Івана Франка у 2002 році. Цими роботами було закладено розкоп площею 15 м² в центральній частині урочища поблизу старого церквища і орієнтовано довшою стороною по лінії схід-захід та доведено  регулярний характер цвинтаря в урочищі Цвинтар, його відносну одночасовість. Встановлено також, що захоронення мають середньовічний характер й тісно пов’язані із городищем Щекотином.
Роман Михайлович Чайка впродовж всього свого життя залишався активним дослідником та вмілим організатором, його підтримку відчували багато колег, користувався заслуженою повагою у студентів, але важка хвороба обірвала його життєвий і творчий шлях 26 квітня 2005 року. 

## Музейна діяльність
Багаторічна експедиційна діяльність Романа Михайловича Чайки знайшла своє відображення в експозиції та фондах археологічного музею. Історія музею бере свій початок з 1880 року. За час свого існування він зазнав різноманітних змін — реорганізацій, закриття, відновлення. Знову його відкрили 1967 року, першим керівником тоді призначено Володимира Зварича. Упродовж 1972—2005 років його завідувачем був Роман Чайка. За цей час музей став закладом, на основі якого здійснювалася педагогічна та дослідна робота. В його стінах проводилися лекційні та семінарські заняття із  студентами, відбувалися урочисті заходи, привітання делегацій. Окрім цього, проводилася активна експозиційно-виставкова робота. 
Варто відзначити активну роботу над створенням та розвитком експозиції музею. Формування фондів відбувалося за рахунок експедицій університету і на сьогодні вони налічують кілька десятків тисяч одиниць. Для ефективнішої роботи музею у 1975 році створено музейну раду, секретарем якої був Роман Чайка. Завдяки його старанням у 1991—1992 роках відбулася реорганізація експозиції, в основу якої закладено хронологічний розвиток практично всієї території України. Це демонстрували археологічні матеріали від доби раннього палеоліту і до давньоруського часу.
Від 1993 року Роман Михайлович бере активну участь у проведенні етнографічної практики студентів історичних факультетів Львівського та Ряшівського університетів. Внаслідок багаторічних пошуків на суміжних територіях України та Польщі вдалось зафіксувати та описати близько чотирьох тисяч надмогильних написів (інскрипцій), які  лягли в основу першого тому двотомника «Надмогильні пам’ятники польсько-українського пограниччя», що вийшла друком 1999 року у Ряшеві.

## Праці
Дослідницька діяльність Романа Михайловича Чайки відображена, окрім щорічних наукових та госпдоговірних звітів, в одній монографії, одному науково-популярному виданні, автор та співавтор понад 140 наукових та науково-популярних праць. Вагомий доробок вченого й у популяризації археологічної спадщини Прикарпаття та Волині. Роман Чайка був автором численних, більш як чотирьох десятків, публікацій у регіональній пресі та виданнях. За ці роки результатами своїх досліджень пам’яток руського часу на Волині та Прикарпатті він поділився на низці конференцій у Львові, Києві, Луцьку, Галичі, Холмі, Кросно. 

### Монографії
- Давньоруське городище Листвин і його околиці у Х-ХІ ст. [Архівовано 25 лютого 2022 у Wayback Machine.] (2009, посмертне видання).

### Наукові статті
- 1972 — «Дослідження давньоруських пам’яток в околицях с. Листвин»;
 «Раскопки у с. Листвын на Волыни»;
- 1973 — «Обследование древнерусских памятников на Волыни»;
- 1974 — «Разведки на Западной Волыни» (співавтор Зварич В. В.);
- 1975 — «Раскопки городища у с. Листвин»;
- 1976 — «Музей археології при Львівському університеті»;
- 1977 — «Раскопки славянского поселения на Горыни»;
 «Разведки на Волыни» (співавтори Зварич В. В., Пелещишин М. А.);
 «Раскопки у с. Листвын»;
 «Розкопки давньоруського міста» (співавтор Гупало В. Д.);
- 1979 — «Работы Волынско-Днестровской экспедиции» (співавтор Зварич В. В.);
- 1980 — «Работы у с. Литовеж на Буге»;
- 1981 — «Раскопки летописного Плеснеска» (співавтор Пелещишин М. А.);
- 1982 — «Исследование древнерусских памятников на Буге»;
- 1986 — «Работы в Западном Побужье» (співавтор Пелещишин М. А.);
- 1987 — «Работы Львовского университета» (співавтор Пелещишин М. А.);
- 1988 — «Житлове будівництво давньоруського Листвина»;
- 1990 — «Античні вироби у колекціях археологічного музею Львівського університету»;
 «Житлове будівництво давньоруського Листвина у верхів’ях Горині і Стиру»;
- 1992 — «Археологічні дослідження в зонах меліорації Малого Полісся і Прикарпаття» (співавтор Довгань П. М.);
 «З історії дослідження давньоруського городища Листвин на Волині» (співавтор Рожик М. Є.);
- 1993 — «Землеробські знаряддя з городища Листвин на Волині»;
 «Розкопки давньоруського городища біля с. Листвин»;
- 1995 — «Гончарні клейма княжої доби з городища Листвин на Волині»;
- 1996 — «Зброя та речі військового спорядження з городища Листвин на Волині»;
 «Нові матеріали досліджень городища Листвин»;
 «Літописне городище Всеволож на Західному Бузі»;
- 1997 — «Середньовічні кам’яні хрести в с. Листвині на Волині» (співавтор Довгань П. М.);
 «Оборонні споруди городища Листвин»;
- 1998 — «Побутові вироби з городища Листвин», «З історії дослідження Листвинського городища на Волині» (співавтор обидвох Довгань П. М.);
 «Оборонні споруди городища Листвин»;
 «Могильник Листвинського городища»;
- 1999 — «Дослідження літописного городища Всеволож»;
«З історії досліджень городища Литовеж»;
«Давнє минуле Глинська (літописний Щекотин)»;
«Давньоруське місто Щекотин»;
«До питання історіографії та попередніх досліджень літописного городища Щекотин»;
«Нові матеріали з літописного городища Щекотин»;
- 2000 — «Вироби прикладного мистецтва з городища в с. Листвин»;
«Керамічний комплекс з городища в с. Листвин» (співавтор Довгань П. М.);
«Музей археології та кабінет спеціальних історичних дисциплін»;
- 2001 — «Дослідження дитинця та посаду літописного городища Щекотин»;
«Давньоруське місто Щекотин: проблеми дослідження та музеєфікація»;
«Археологічні розвідки та розкопки в околицях села Глинське» (співавтори Милян Т. Р., Баран І.);[22]
- 2002 — «Результати археологічних досліджень на місці ранньосередньовічного міста в Жовкві Львівської області», «Археологічні дослідження м. Жовкви Львівської області»,
 «Археологічні розвідки та розкопки в околицях села Глинське»[22] (співавтор трьох Милян Т. Р.);
«До питання про заселення Глинська та його околиць»;
«Житлові і ремісничі будівлі городища Листвин»
, «Торгові зв’язки давнього Листвина»;
- 2003 — «Листвин та його округа» (співавтор Довгань П. М.);
 «Пам’яті Миколи Андрійовича Пелещишина» (співавтори Берест Р. Я.,Довгань П. М.); «Дослідження могильника літописного Щекотина в 2002 р.» ;
«Бронзовий скарб культури фракійського гальштату з Яргорова» (співавтор обидвох Милян Т. Р.); — «Водозабезпечення давньоукраїнського городища Листвин»;
«Сільське господарство і промисли Листвинського городища»;
«Княже місто Щекотин»;
«Град Щекотин часів протиборства князів Данила і Василька Романовичів та Михайла Чернігівського і його сина Ростислава»;
«Підльвівський град Щекотин»;
«Літописний Щекотин доби Галицько-Волинського князівства»;
«Музей археології Львівського національного університету імені Івана Франка»
- 2007 — «Новий гончарний комплекс із Розточчя» (посмертне видання);
- 2009 — «Давньоруське городище Листвин і його околиці у Х–ХІ ст.» (посмертне видання).

### Звіти
- Отчёт о выполнении хоздоговорной темы Тд 43–87 «Изучение археологических памятников Львовщины в зоне мелиоративных работ  Львовского облводхоза» (заключительный отчет) в 1987 г.;
- Отчет о выполнении хоздоговорной темы Тд 55–89 «Изучение археологических памятников Львовщины в зоне мелиоративных работ  Львовского облводхоза» (заключительный отчет) в 1989 г.